# Nonyma
Nonyma is een kevergeslacht uit de familie van de boktorren (Cerambycidae). De wetenschappelijke naam van het geslacht werd voor het eerst geldig gepubliceerd in 1864 door Pascoe.

## Soorten
Nonyma omvat de volgende soorten:
- Nonyma inermicollis Breuning, 1943
- Nonyma allardi Breuning, 1972
- Nonyma grisescens Breuning, 1969
- Nonyma guineensis Quedenfeldt, 1883
- Nonyma ituruensis Breuning, 1956
- Nonyma mirei Breuning, 1977
- Nonyma strandiella (Breuning, 1940)
- Nonyma acutipennis (Kolbe, 1893)
- Nonyma apicespinosa (Breuning, 1940)
- Nonyma bergeri Breuning, 1975
- Nonyma congoensis (Breuning, 1948)
- Nonyma egregia Pascoe, 1864
- Nonyma glabricollis Breuning, 1969
- Nonyma glabrifrons (Kolbe, 1893)
- Nonyma insularis Báguena & Breuning, 1958
- Nonyma leleupi Breuning, 1956
- Nonyma lepesmei Breuning, 1956
- Nonyma mediofusca (Breuning, 1940)
- Nonyma nigeriae Breuning, 1978
- Nonyma strigata (Pascoe, 1864)
- Nonyma subinermicollis Breuning, 1981
- Nonyma uluguruensis Breuning, 1975
- Nonyma variegata (Breuning, 1940)